# إيفوني
إيفوني جونيور دا سيلفا رابيلو هو لاعب كرة قدم برازيلي في مركز الوسط، ولد في 16 أبريل 2002 في روندونوبوليس في البرازيل يلعب في نادي البطائح الإماراتي.
لعب في نادي سانتوس ونادي بوتافوغو اس بي ونادي البطائح.

## روابط خارجية
إيفوني على موقع قاعدة بيانات كرة القدم.إي يو (الإنجليزية)
- إيفوني على موقع Soccerway.com (الإنجليزية)